# Кваснюк, Григорий Витальевич
Григо́рий Вита́льевич Квасню́к (30 сентября 1948, Одесса — 11 июня 2017, там же) — украинский журналист и политик. Являлся ведущим программы «Правда» на одесском телеканале «АТВ».

## Биография
Григорий Кваснюк родился в Одессе 30 сентября 1948 года. С 1967 по 1970 год служил в армии, после чего учился в Одесском государственном университете Мечникова и работал водителем. С 1972 года работал в милиции, а с 1996 года — на телевидении. Был главным редактором телекомпании «Риак», работал на канале «АТВ». Был другом одесского журналиста Александра Каменного[значимость факта?].
Член всеукраинской политической партии «Родина». В 2010 году был избран депутатом Одесского городского совета. Депутат Одесского горсовета VI созыва. В прошлом — главный редактор газеты «Одесский вестник», позже был уволен.
Скончался 11 июня 2017 года в Одессе. Прощание и похороны состоялись 15 июня на Таировском кладбище Одессы.

## Семья
Сын — Кваснюк Егор Григорьевич (родился 17 февраля 1975 года), активный участник противостояния в Одессе 2013—2014 годов на стороне противников Евромайдана. После событий 2 мая 2014 года уехал на Донбасс и вступил в народную милицию ЛНР.

## Конфликты и преследование
Григорий Кваснюк не раз подвергался критике и обвинениям, в основном со стороны сторонников Украины и госслужб. Например, после отстранения Януковича в феврале 2014 Служба безопасности Украины обвиняла его в посягательствах на территориальную целостность Украины и конституционный строй, а одесская телеведущая Людмила Чекова даже подавала в суд на Кваснюка и обвиняла его в том, что он оскорблял её в прямом эфире и объявил её контактные данные. Однако в суде Кваснюк не появлялся. Также Кваснюк в одном из выпусков программы «Правда» огласил телефон Сергея Гуцалюка.
Кроме того, в одесских масс-медиа неоднократно обсуждался вопрос о недостаточном знании Кваснюком правил грамматики и стилистики.

## Интересные факты
- 31 марта 2011 года был одним из приглашённых гостей программы «Все свои» на телеканале «Интер»[15].
- В 2008 году студией «Barabas» была сделана анимационная пародия на Г. Кваснюка и его программу[16].